# Söderskär
Söderskär [ˈsøːdərʃæːr] ist der Name einer der äußeren Porvoo-Inseln an der Südküste Finnlands, etwa 15 Seemeilen von Helsinki entfernt.
Bereits zu Beginn des 18. Jahrhunderts soll auf der Insel der erste hölzerne Leuchtturm errichtet worden sein. Der heutige Leuchtturm wurde 1862 gebaut. Die Spitze des Leuchtturms liegt 40 Meter über Wasser. Die Insel ist per Boot von Helsinki aus zu besichtigen und wird in etwa 3,5 Stunden erreicht.
Siehe auch >  Liste von Leuchttürmen in Finnland